# Ayenia cuatrecasae
Ayenia cuatrecasae är en malvaväxtart som beskrevs av Cristobal. Ayenia cuatrecasae ingår i släktet Ayenia och familjen malvaväxter. Inga underarter finns listade i Catalogue of Life.